# Hippolyt Kempf
Hippolyt Kempf (n. 10 decembrie 1965, Luzern, cantonul Lucerna, Elveția) este un sportiv ce a reprezentat Elveția, medaliat olimpic. A participat la 3 ediții ale Jocurilor Olimpice (1988, 1992, 1994) în care a câștigat o medalie de aur și o medalie de argint.